# Жеребилов, Дмитрий Абрамович
Дмитрий Абрамович Жеребилов (1920—1972) — старшина Рабоче-крестьянской Красной Армии, участник Великой Отечественной войны, Герой Советского Союза (1945).

## Биография
Дмитрий Жеребилов родился 15 августа 1920 года в селе Закотное (ныне — Новопсковский район Луганской области Украины). После окончания пяти классов школы работал в колхозе. В июле 1942 года Жеребилов оказался в оккупации. После освобождения в январе 1943 года он был призван на службу в Рабоче-крестьянскую Красную Армию. С марта того же года — на фронтах Великой Отечественной войны. Принимал участие в боях на Калининском, 1-м Прибалтийском и 1-м Белорусском фронтах. Принимал участие в освобождении Смоленской области, Белорусской ССР, Польши, боях в Германии. К январю 1945 года старшина Дмитрий Жеребилов командовал взводом пешей разведки 738-го стрелкового полка 134-й стрелковой дивизии 69-й армии 1-го Белорусского фронта. Отличился во время освобождения Польши.
14-16 января 1945 года взвод Жеребилова неоднократно отличался в боях во время прорыва немецкой обороны в районе населённого пункта Коханув к западу от города Пулавы, освобождении Радома. Впоследствии взвод Жеребилова добывал ценные разведданные, которые позволили полку успешно форсировать Варту и озеро Гроссер-Зее (Вельке).
Указом Президиума Верховного Совета СССР от 27 февраля 1945 года за «образцовое выполнение боевых заданий командования на фронте борьбы с немецкими захватчиками и проявленные при этом мужество и героизм» старшина Дмитрий Жеребилов был удостоен высокого звания Героя Советского Союза с вручением ордена Ленина и медали «Золотая Звезда» за номером 3098.
После окончания войны Жеребилов был демобилизован. Вернулся на родину, работал бригадиром колхоза, заведующим отделом государственного обеспечения Новопсковского райисполкома. Скончался 7 ноября 1972 года, похоронен в Новопскове.
Был также награждён двумя орденами Красного Знамени, рядом медалей.
В честь Жеребилова названа улица в Новопскове.